# Hans Rode
Hans Erik Rode, född 8 september 1943 i Malmö S:t Petri församling, död 7 juni 2021 i Katarina distrikt i Stockholm, var en svensk ämbetsman och kommunalpolitiker (socialdemokrat). 
Rode gick ut från Malmö Borgarskola 1960 och Malmö yrkesskola 1962. Han var byggnadsträarbetare hos SIAB 1962–1969, ombudsman vid Malmö arbetarkommun 1970–1974 och Svenska byggnadsarbetareförbundet 1974–1976. Han invaldes som ersättare i Malmö kommunfullmäktige 1973 och var ordinarie ledamot där 1976–1985. Han var kommunalråd för affärs- och industriroteln 1977–1982 och för plan- och kollektivtrafikroteln 1983–1985. Han var ordförande i lokaltrafikstyrelsen 1977–1982 och i byggnadsnämnden 1983–1985.
Efter den borgerliga valsegern i kommunalvalet 1985 var Rode generaldirektör för Statens energiverk 1985–1991. Efter Tjernobylolyckan 1986 fick han leda och genomföra flera utredningar om elförsörjningen i Sverige och konsekvenser av en eventuell kärnkraftsavveckling.
År 1991 blev han vägdirektör på Vägverket. Han utnämndes 2010 av regeringen till ordförande i rådet för intelligenta transportsystem och tjänster (ITS). Hans Rode är gravsatt i minneslunden på Katarina kyrkogård i Stockholm.  